# Hitachi-Maru-Vorfall
Port Arthur (Seeschlacht) – Tschemulpo – Yalu – Nanshan – Te-li-ssu – Hitachi-Maru-Vorfall – Motien-Pass – Tashihchiao – Hsimucheng – Port Arthur (Belagerung) – Gelbes Meer – Ulsan – Korsakow – Liaoyang – Shaho – Sandepu – Mukden – Tsushima – Sachalin
Der Hitachi-Maru-Vorfall (jap. 常陸丸事件, Hitachi-maru jiken) war ein maritimer Vorfall, der sich während des Russisch-Japanischen Krieges am 2. Junijul. / 15. Juni 1904greg. ereignete, als drei Transportschiffe der Kaiserlich Japanischen Marine von drei Panzerkreuzern der Kaiserlich Russischen Marine angegriffen wurden.

## Hintergrund
In der Nacht vom 8. auf den 9. Februar 1904 hatte die Kaiserlich Japanische Marine das vor Port Arthur liegende Kaiserlich Russische Pazifikgeschwader angegriffen. Obwohl ein Teilerfolg erzielt werden konnte, in dem drei russische Schiffe bewegungsunfähig gemacht wurden, verfügte das Pazifikgeschwader immer noch über erhebliche Kampfkraft. Um die Küsten ihres Heimatlandes vor Angriffen zu schützen, waren die Japaner gezwungen, mit dem Großteil ihrer Flotte die russische Flotte in Port Arthur zu blockieren.
Neben Port Arthur verblieb den Russen Wladiwostok als Marinebasis, von der aus sie Operationen unternehmen konnten. Den Oberbefehl über das dort stationierte Unabhängige Kreuzergeschwader Wladiwostok hatte Admiral Karl Jessen. Jessen befahl Konteradmiral Pjotr Besaobrasow, am 12. Juni Wladiwostok mit den drei Panzerkreuzern Rossija, Rurik und Gromoboi zu verlassen und die japanischen Handelsrouten südlich der koreanischen Küste zu stören. Besaobrasow sollte die östliche Tsushima-Straße durchlaufen und dort für zwei Tage entlang der Transportrouten kreuzen. Danach sollte er auf der Rückfahrt die westliche Korea-Straße durchfahren. Sollte es die Situation erfordern, hatte er Erlaubnis, Kurs auf Port Arthur zu nehmen, um dort zur Pazifikflotte zu stoßen.

## 15. Juni 1904

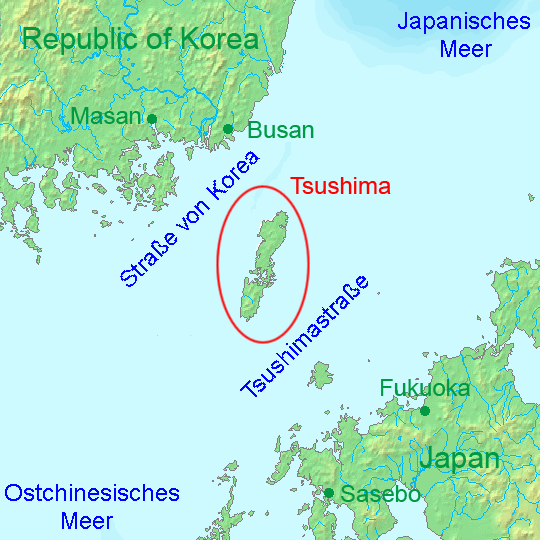
Ca. 60 km östlich der Insel Tsushima wurden am 15. Juni 1904 die drei japanischen Transportschiffe von drei russischen Panzerkreuzern abgefangen.

Am 15. Juni hatten zwei wichtige japanische Transportschiffe den Hafen von Shimonoseki verlassen. Bei den Schiffen handelte es sich um die Hitachi Maru und die Sadu Maru, beide mit über 6000 t Verdrängung. Die Hitachi Maru hatte über 700 Mann des 1. Reserveregiments der Kaiserlichen Garde an Bord, die für Ta-ku-shan bestimmt waren, wo die 1. Brigade der Garde ihr Hauptquartier eingerichtet hatte, sowie weitere 350 Mann der 10. Division. Die Sadu Maru war in Richtung Dalny unterwegs und hatte ein Eisenbahn-Bataillon und Elektrotechnik-Ingenieure an Bord. Beide Transportschiffe hatten auch eine große Menge an Versorgungsgütern geladen sowie vor dem Krieg erworbene Lokomotiven, die die Spurbreite der russischen Eisenbahn hatten und 18 280-mm-Belagerungsgeschütze, die für die Belagerung von Port Arthur bestimmt waren. Ein drittes Transportschiff, die Izumi Maru (3200 t), war mit über 1000 Verwundeten und Kranken auf dem Weg von Korea nach Japan.
Für die drei Transportschiffe war kein besonderer Schutz getroffen worden außer der Stationierung der zwei Geschwader von Admiral Kamimura und Admiral Uryū, die um Tsushima kreuzten. Beide Geschwader waren bei Osaki vereint, wobei die zwei Kreuzer Takachiho und Niitaka von Urius Geschwader zur Reparatur nach Takeshiki mussten. So verblieben nur Urius Flaggschiff, die Naniwa, und die Tsushima, die bei der Insel Okinoshima kreuzten. Das bedeutete, dass die Transportschiffe am 15. Juni keinen direkten Schutz hatten.
Bei Tagesanbruch hatte die Tsushima die südöstliche Küste von Okinoshima umrundet und war gegen 7:15 Uhr zwischen Okinoshima und der Insel Tsushima. Durch den Regen konnte sie ein Schiff erkennen, das in entgegengesetzter Richtung fuhr. Sofort änderte die Tsushima ihre Richtung, um das nicht identifizierte Schiff abzufangen als sie Rauch aus vier hintereinanderliegenden Schornsteinen ausmachte. Kurz darauf wurden zwei weitere Schiffe sichtbar und dem Kapitän der Tsushima wurde bewusst, dass er das russische Wladiwostokgeschwader vor sich hatte. Sofort wurde ein Funkspruch abgesetzt. Als er keine Antwort erhielt, machte er sich mit Höchstgeschwindigkeit in Richtung der Funkstation Tsutsu auf Tsushima auf den Weg. Ununterbrochen sendete die Tsushima den Funkspruch „Drei Dreimastschiffe des Wladiwostokgeschwaders kreuzen südlich von Okinoshima“.
Die Russen verfolgten die Tsushima nicht, sondern behielten ihren Kurs bei.
Um 8:15 Uhr erhielt die Tsushima endlich einen Funkspruch von der Takachiho, die bei Takeshiki lag, dass ihr Warnruf empfangen worden war. 20 Minuten später drehte die Tsushima um in der Absicht, Kontakt mit dem Feind herzustellen. Währenddessen machten sich die verbliebenen japanischen Kreuzer mit 15 Knoten Fahrt in Richtung Okinoshima auf. Torpedoboote wurden in Richtung Süden ausgesandt, um Schiffe vor der Gefahr zu warnen und sie zu bitten, in Häfen Schutz zu suchen.
Um 9:00 Uhr hatte die Tsushima wieder Kontakt mit den russischen Panzerkreuzern aufgenommen und funkte an die Flotte, dass die Russen südlich von Okinoshima auf Transportschiffe feuern würden. Die Naniwa mit Admiral Uriu an Bord war bereits auf dem Weg, doch die Niitaka, deren Reparatur beendet worden war, benötigte bis 9:45 Uhr, um auslaufbereit zu sein.

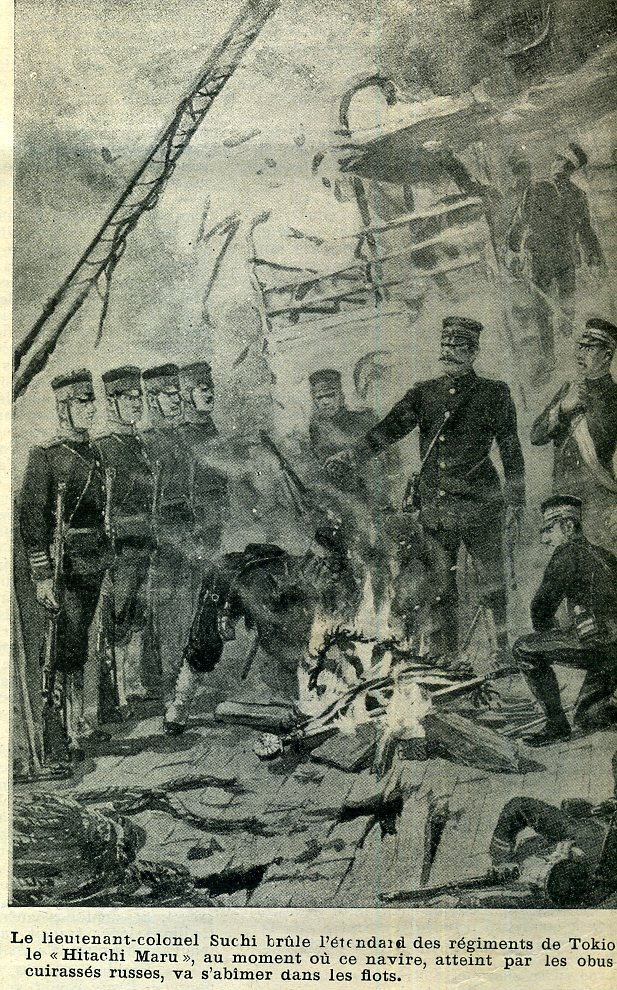
Oberstleutnant Suchi lässt auf der Hitachi Maru die Regimentsfahne der Garde verbrennen.

Die russischen Schiffe konnten inzwischen ungehindert die Transportschiffe angreifen. Um 9:00 Uhr sichteten sie die heimwärts fahrende Izumi Maru. Die Gromoboi verfolgte sie und eröffnete das Feuer auf sie. Über 30 Mann Besatzung der Izumi Maru wurden getötet oder verwundet, sodass sie stoppte und kapitulierte. Die Gromoboi nahm ca. 100 Verwundete und Kranke an Bord, während der Rest sich der Kapitulation verwehrte. Dann wurde die Izumi Maru versenkt.
Der Geschützlärm war auf der Tshushima und den beiden verbliebenen Transportschiffen zu hören, doch wegen plötzlich aufkommenden heftigen Regens konnte der Gegner nicht ausgemacht werden. Gegen 10:00 Uhr tauchten wie aus dem Nichts die feindlichen Schiffe vor der Sadu Maru auf. Da sie unbewaffnet war kapitulierte auch sie. Die Russen gaben ihr 40 Minuten für die Evakuierung, erhielten jedoch kurz vor Ablauf der Frist einen Funkspruch von Admiral Besaobrasow, den Rückzug anzutreten. Daraufhin feuerte die Rurik einen Torpedo auf die Sadu Maru. Da sie nicht sofort sank, wurde noch ein weiterer Torpedo abgefeuert, woraufhin die Rurik den Rückzug antrat. Die Sado Maru hingegen hielt sich auch nach dem zweiten Treffer über Wasser und wurde später in den Hafen geschleppt.

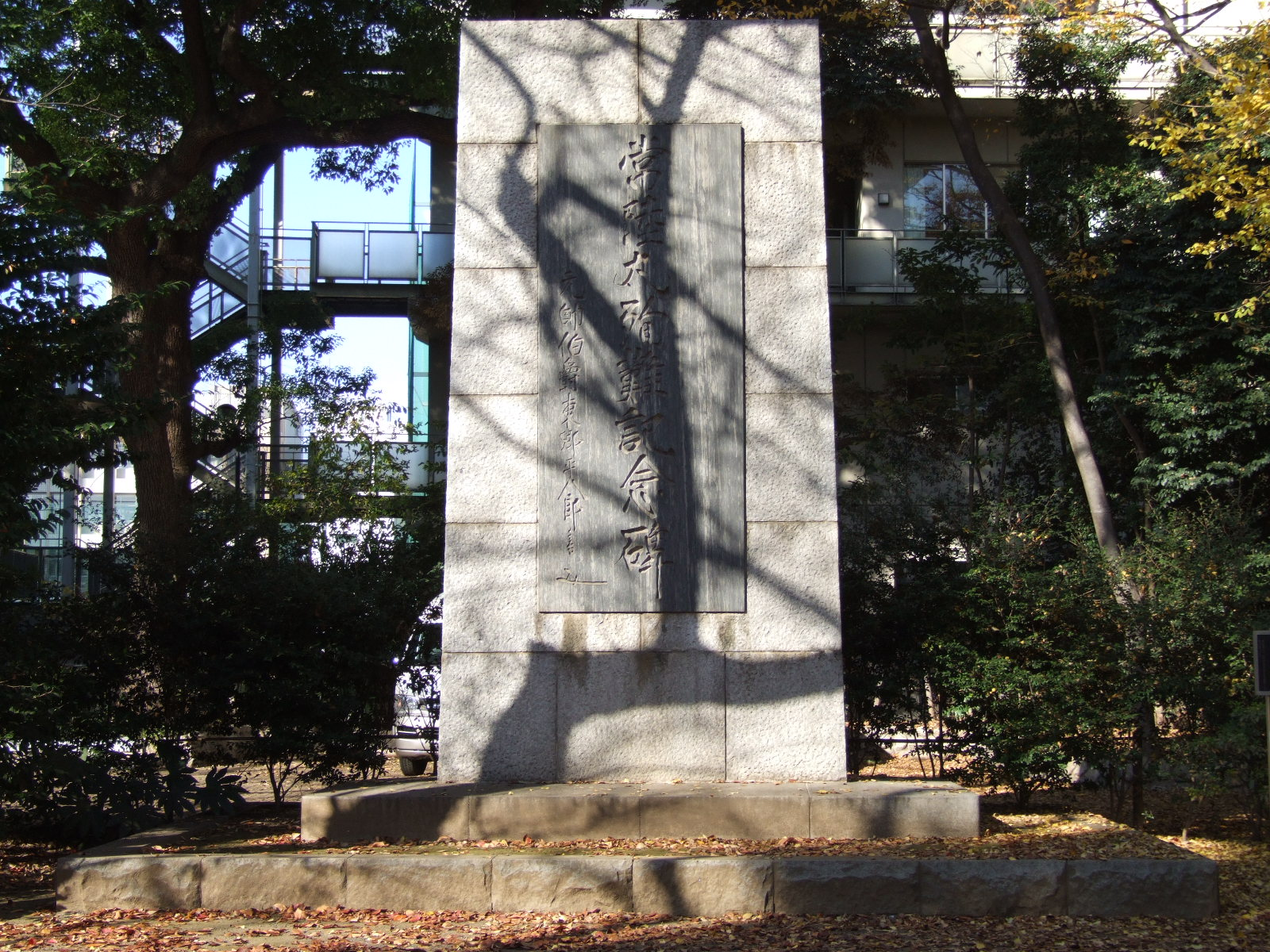
Gedenkstein für die Toten der Hitachi Maru im Yasukuni-Schrein.

Inzwischen war auch die Hitachi Maru auf die Russen gestoßen, doch kam für die Kaiserliche Garde eine Kapitulation nicht in Frage. Als die Gromoboi sich näherte, versuchte die Hitachi Maru zu entkommen und wurde daraufhin unter Feuer genommen. Nach kürzester Zeit wurden ihr britischer Kapitän John Campbell getötet und weitere Offiziere auf der Brücke entweder getötet oder verwundet. Eine Granate explodierte im Maschinenraum und tötete dort den, ebenfalls britischen, Chefingenieur. In Anbetracht der aussichtslosen Situation ließ Oberstleutnant Suchi die Regimentsfahne verbrennen und verübte anschließend, in Anwesenheit seiner Männer, Selbstmord. Beim Untergang war immer noch der Großteil der Garde an Bord und versank mit dem Schiff. Lediglich 150 Mann konnten gerettet werden.
Zu diesem Zeitpunkt war Admiral Kamimura immer noch weit entfernt und konnte wegen des anhaltend schlechten Wetters keinen Sichtkontakt aufnehmen. Von der Tsushima wurde ein Funkspruch empfangen, dass der Feind sich Richtung Norden zurückziehe. Mit Höchstgeschwindigkeit versuchten die Japaner, die Russen einzuholen, konnten aber keine 3000 Meter weit sehen. Immer wieder verloren die Japaner die Russen aus den Augen, doch gegen 13:30 Uhr sichtete die Tsushima erneut die feindlichen Panzerkreuzer. Kurz darauf verlor sie endgültig den Kontakt.
Dank der japanischen Funksprüche war Admiral Besaobrasow vor der Ankunft der japanischen Kreuzer gewarnt worden und hatte rechtzeitig den Rückzug angetreten. Seine Schiffe liefen anschließend den Hafen von Wladiwostok an.

## Folgen
Die Versenkung der Schiffe, speziell der Hitachi Maru, waren ein Schock für Japan und löste öffentliche Proteste aus. Admiral Kamimura erhielt sogar Todesandrohungen, weil er den Transportschiffen nicht ausreichend Schutz geboten hatte. Er rehabilitierte sich, in dem er in dem Seegefecht bei Ulsan einen russischen Kreuzer versenkte sowie zwei andere schwer beschädigte.
Der Untergang der Hitachi Maru war der größte Verlust an Menschenleben bei einem Schiffsuntergang während des Russisch-Japanischen Krieges.

## Zusatz
Nach dem Untergang der Hitachi Maru (1898) wurde der Name noch zweimal für Schiffe der Kaiserlich Japanischen Marine vergeben. 
- Hitachi Maru (1906), am 26. September 1917 durch die Wolf aufgebracht und am 7. November 1917 versenkt.
- Hitachi Maru (1939), am 14. Februar 1943 durch US-amerikanische B-17 Bomber versenkt.[4][5]